# Hàm Phúc cung
Hàm Phúc cung (chữ Hán: 咸福宫) là một cung điện thuộc Tây lục cung tại Tử Cấm Thành, Bắc Kinh. "Hàm Phúc" có ý nghĩa "Hàm Tụ Phúc Khí" (咸聚福气).

## Lịch sử
Cung điện này được xây dựng vào năm Vĩnh Lạc thứ 18 của nhà Minh (1420), ban đầu được đặt tên là Thọ An cung (寿安宫), vào năm Gia Tĩnh thứ 14 (1535) được đổi tên thành Hàm Phúc cung. Mặc dù đây là nơi ở của thê thiếp nhưng vẫn có một vài hoàng đế sinh sống ở đây trong một thời gian. Vào thời Càn Long, nó được thay đổi thành khu sinh hoạt không thường xuyên cho hoàng đế. Sau khi Càn Long băng hà, Hoàng đế Gia Khánh sống ở Hàm Phúc cung khoảng 8 tháng để giữ đạo hiếu, tới tháng 10 cùng năm mới chuyển đến Dưỡng Tâm điện. Sau đó, Hàm Phúc cung được phục hồi làm nơi ở của các phi tần. Vào năm Đạo Quang thứ 30 (1850), Hoàng đế Hàm Phong cũng sống ở Hàm Phúc cung một thời gian để giữ lòng hiếu thảo của mình đối với Hoàng đế Đạo Quang.

## Kiến trúc

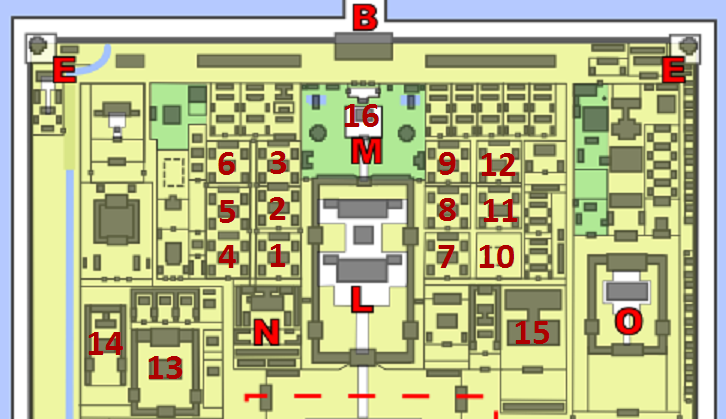
Sơ đồ khu vực Đông-Tây lục cung tại Tử Cấm Thành. Phàm Phúc cung là số (6).

Hàm Phúc cung hướng Nam giáp Trường Xuân cung, hướng đông giáp Trữ Tú cung. Đằng trước Hàm Phúc cung là một sân có hai lối vào, lối vào chính Hàm Phúc Môn là một cánh cửa lát gạch men màu vàng với 4 cửa bình phong bằng gỗ và những bức tường bóng. Tiền chính điện Hàm Phúc Cung rộng 3 gian, lợp ngói tráng men vàng, hình dáng khác với năm cung khác của Tây Lục cung, và giống với Cảnh Dương cung ở vị trí đối xứng của Đông Lục cung. Phía trước có 3 sảnh dẫn sang đông điện và tây điện, mỗi bên là một số gian phòng nhỏ. Hậu chính điện được đặt tên là "Đồng Đạo đường", có 5 gian rộng, mỗi bên có 3 điện nhỏ. Đồng Đạo đường cũng có sảnh để nối với đông tây điện, và có một cái giếng ở phía đông nam của điện. Ở Đồng Đạo đường có bút tích "Khắc Kính Ký" (克敬居) của Hoàng đế Hàm Phong. Từ Hi Thái hậu từng có một thời gian sống ở đây khi còn là Lan Quý Nhân. Về sau, bất cứ khi nào Từ Hi cần đưa ra quyết định về một sự kiện lớn, bà đều đến đây để suy nghĩ.